# Forceville Communal Cemetery and Extension
Le Forceville Communal Cemetery and Extension est un cimetière militaire de la Première Guerre mondiale, situé sur le territoire de la commune de Forceville, dans le département de la Somme, au nord-est d'Amiens.

## Localisation
Situé au nord-ouest du village, le cimetière est accessible par un petit sentier gazonné longeant le cimetière communal.

## Histoire

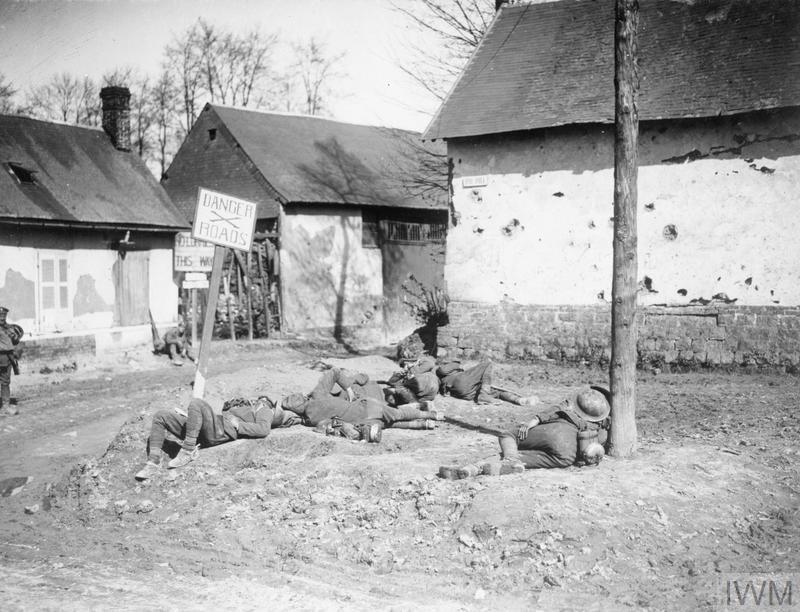
Cliché Imperial War Museum. Légende: 13 avril 1918 ; Bataille de la Lys. Troupes britanniques épuisées se reposant à Forceville. © IWM (Q 366).

Aux mains des forces françaises depuis le début de la guerre, la défense du secteur a été confiée aux forces du Commonwealth en 1915.
Début août, un terrain au sud du cimetière communal a été réservé aux tombes militaires. Des ambulances de campagne étaient stationnées dans le village de février à juillet 1916.
De septembre 1915 à juin 1916, ce cimetière a servi de sépultures aux soldats britanniques décédés des suites de leurs blessures. Au printemps 1917, avec le retrait des Allemands sur la ligne Hindenburg, la ligne de front se déplaça vers l'est et ce n'est qu'après l'offensive du Printemps allemande d'avril 1918, qui s'arrêta juste à l'est du cimetière, que d'autres enterrements furent effectués dans le cimetière.
Datant de la Première Guerre mondiale, 304 sépultures du Commonwealth se trouvent sur ce site. L'extension contient également sept tombes de guerre allemandes.

## Caractéristiques
Ce cimetière est construit suivant un plan rectangulaire de 35 m sur 30.

Il est clos par une haie d'arbustes .

L'extension du cimetière, l'un des trois premiers sites de la Commission construits après la Première Guerre mondiale, a été conçue par Sir Reginald Blomfield.

## Sépultures
| Pays             | Sépultures |
| ---------------- | ---------- |
| Royaume-Uni      | 301        |
| Nouvelle-Zélande | 2          |
| Australie        | 1          |
| Allemagne        | 7          |
| Total            | 311        |

## Galerie

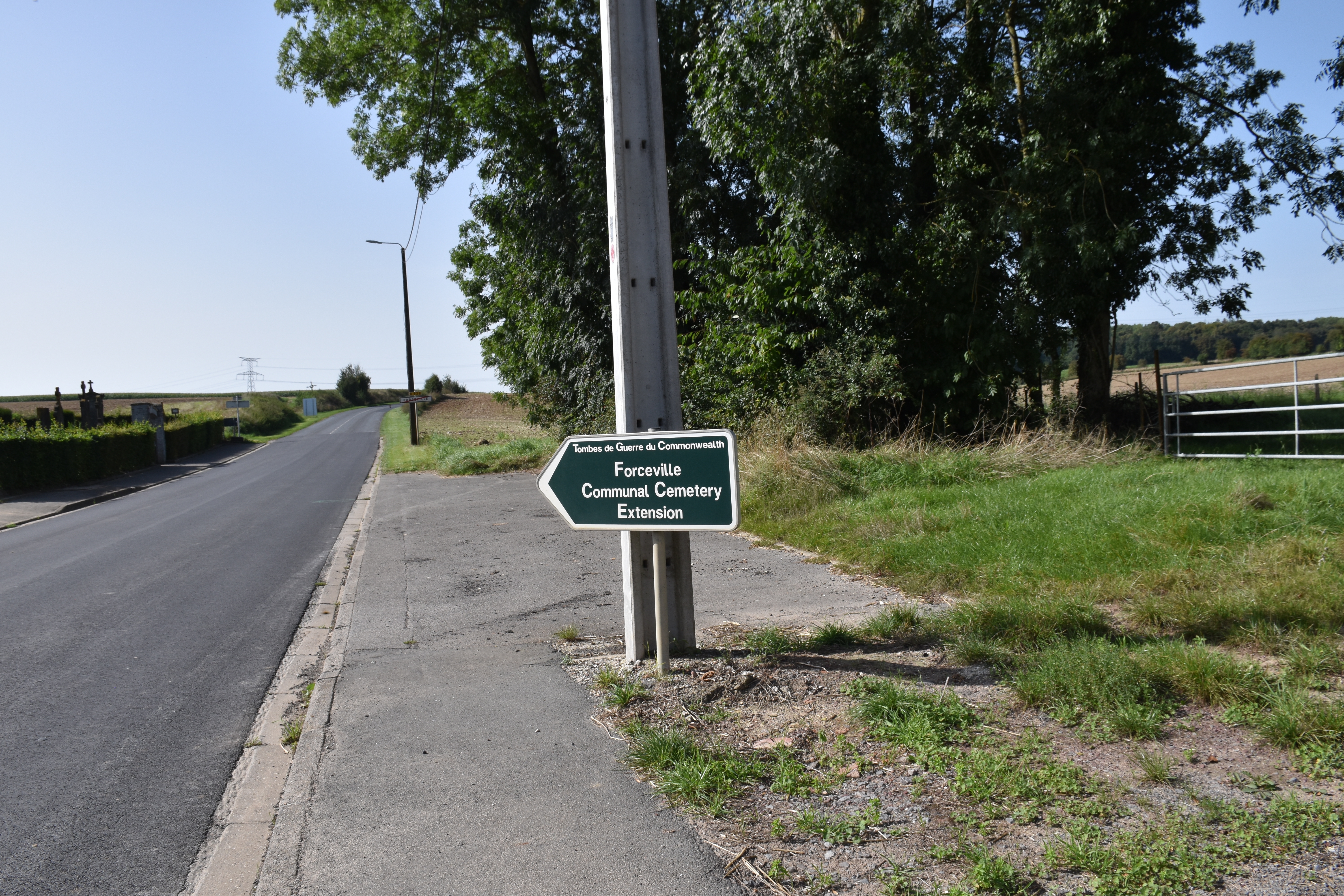
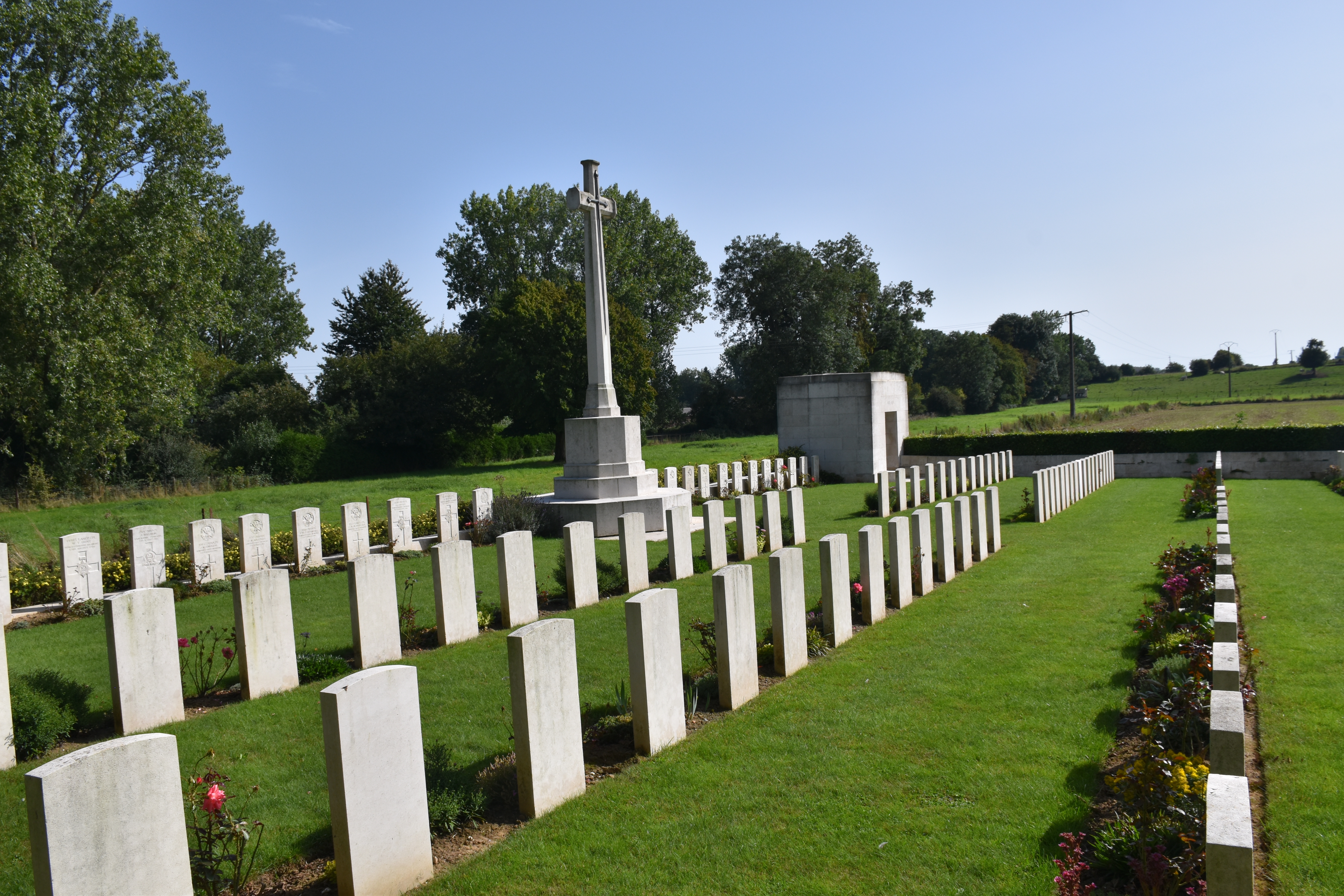
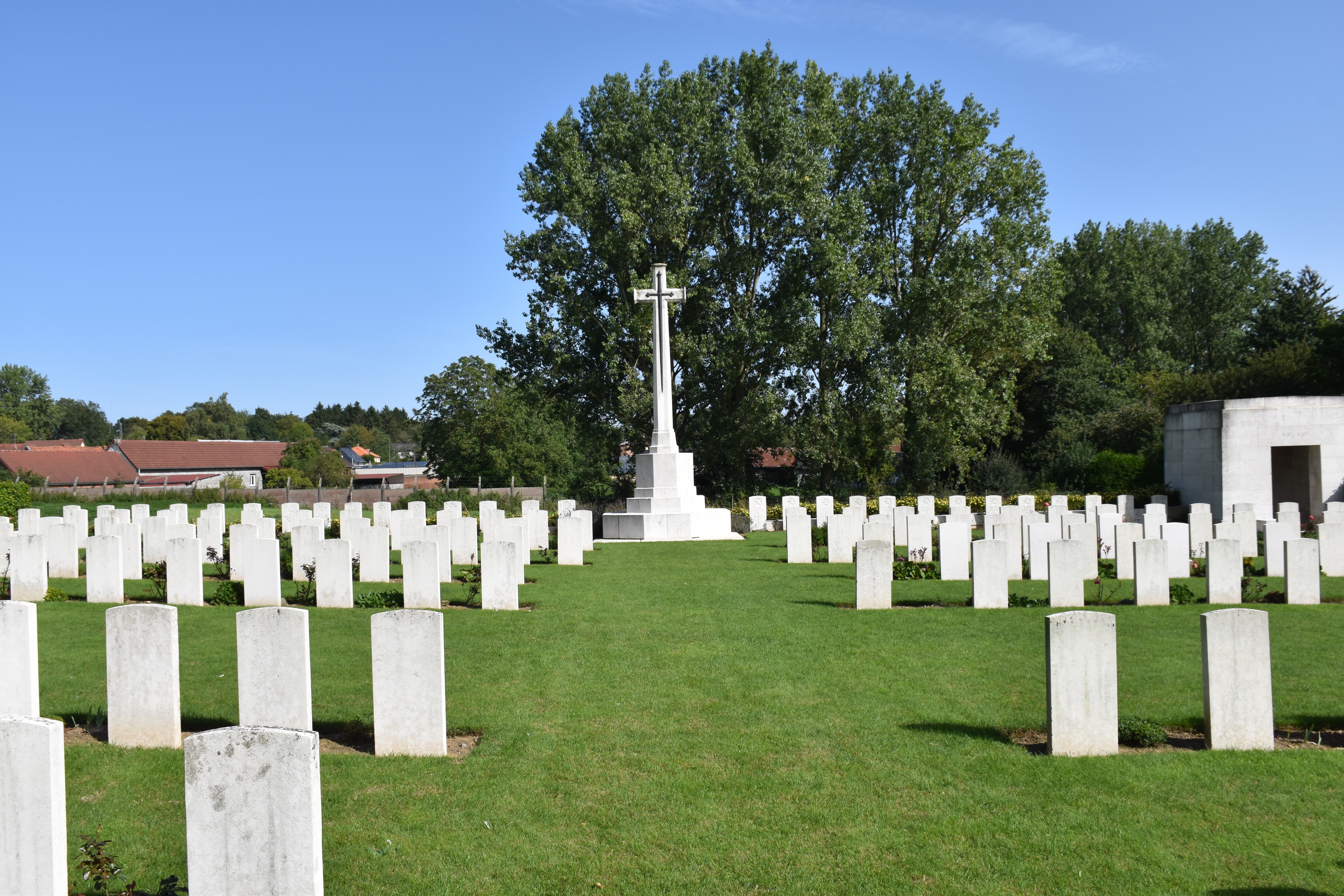
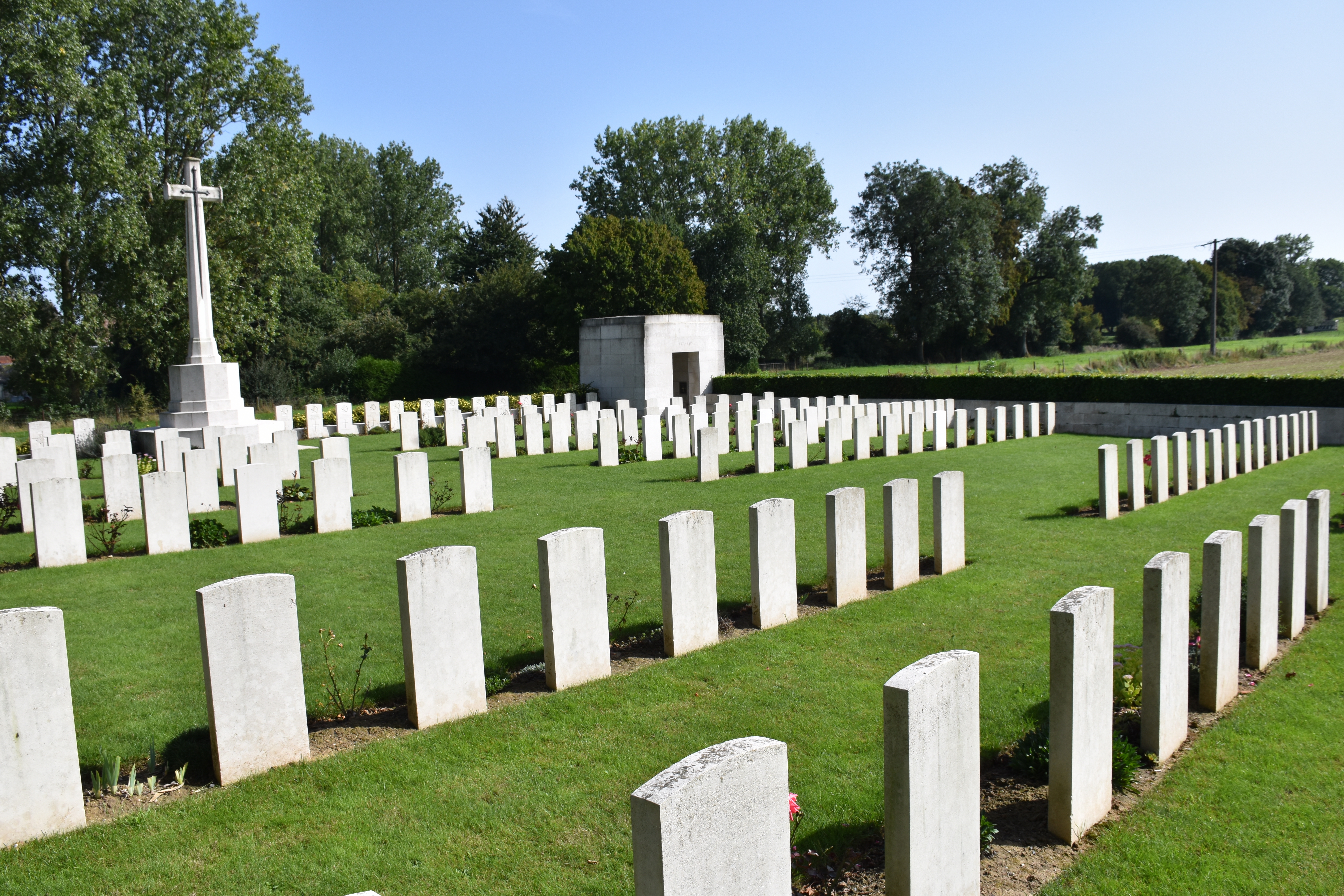
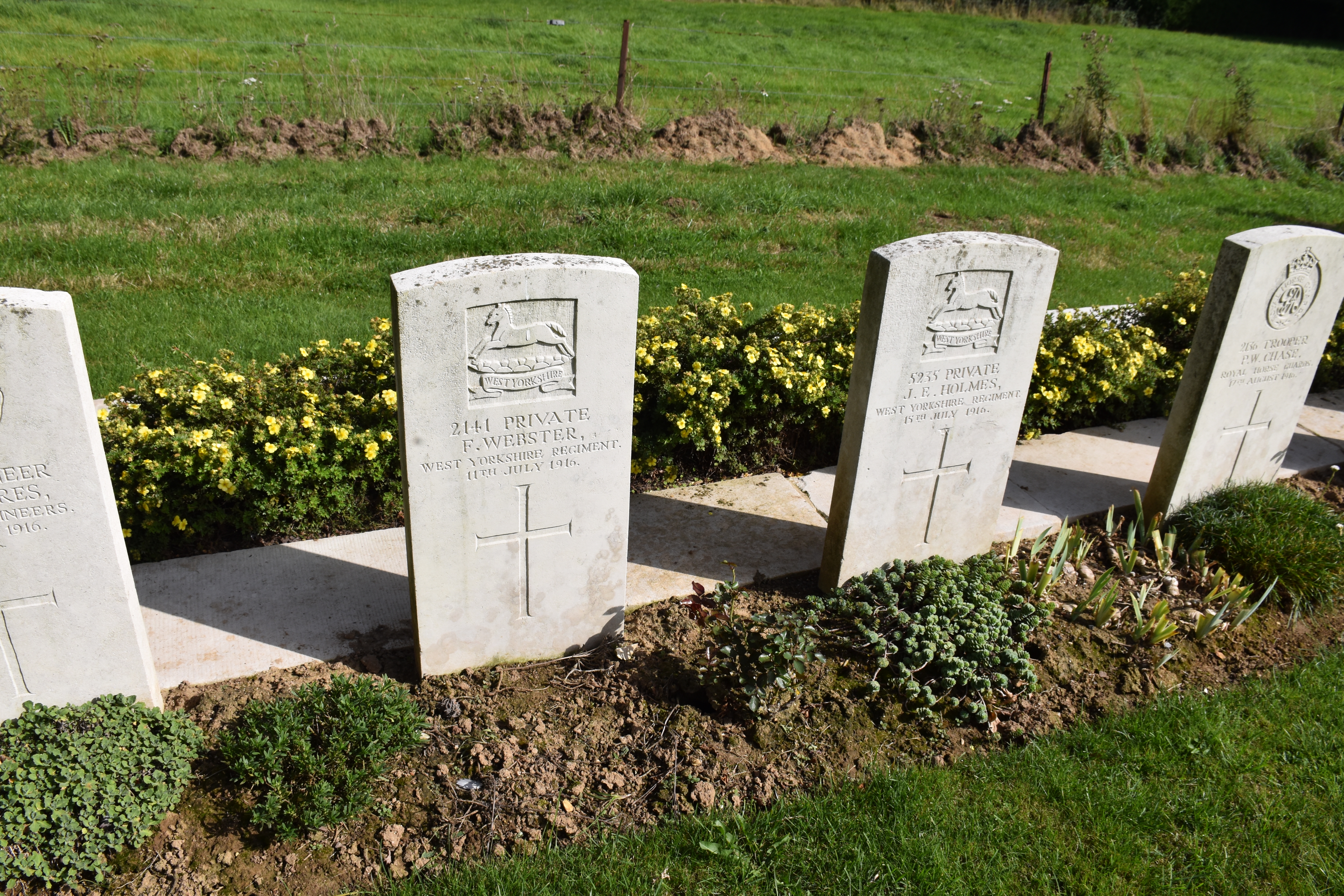
Soldats décédés en juillet 1916.
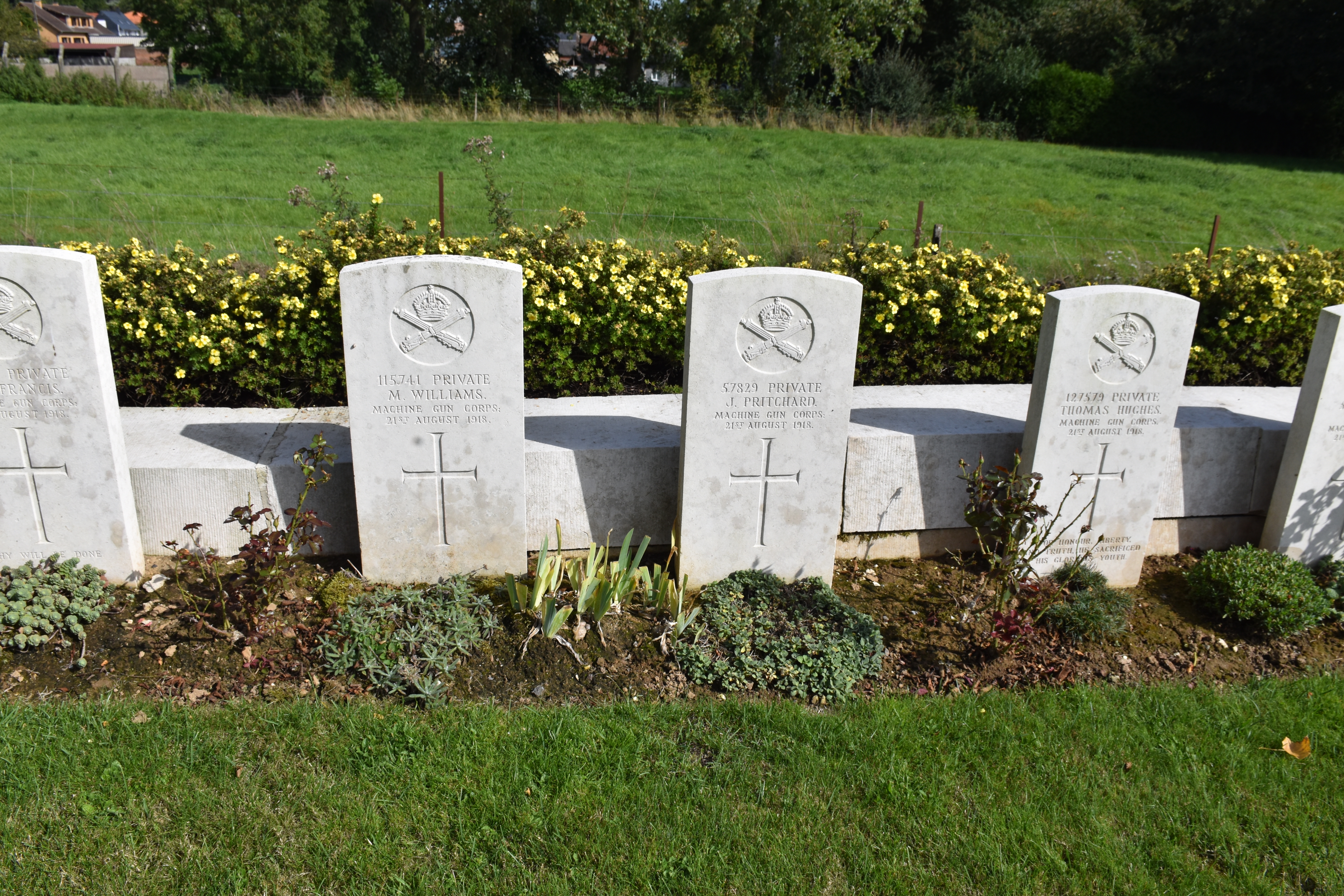
Soldats décédés en août 1918.